# Anaadi
Ana Paula Lonardi de Souza (Porto Alegre, 17 de dezembro de 1986), conhecida pelo nome artístico de Anaadi, é uma cantora e atriz brasileira.
Trabalhou com músicos como Arrigo Barnabé e Rick Wakeman.  Atuou no filme Nervos de Aço (2011), de Maurice Capovilla.
Em 2017, depois de 12 anos de carreira, adotou o nome de Anaadi, palavra hindi que significa "eterno". Ganhou em 2018 o Grammy Latino na categoria Melhor Álbum Pop Contemporâneo em Língua Portuguesa

## Discografia
- 2017 - Noturno[6]